# Верхнемунское месторождение
Верхнему́нское месторожде́ние — кимберлитовое поле, расположенное в верховьях р. Муна в 170 км к северо-востоку от г. Удачный. Месторождение состоит из пяти обособленных кимберлитовых тел (трубки «Заполярная», «Деймос», «Новинка», «Комсомольская-Магнитная», «Поисковая»). Наиболее крупным из них является трубка «Заполярная», в которой сосредоточено свыше половины всех запасов данного месторождения.

## Статистика
|                   | 2018 | 2019 | 2020 | 2021 |
| ----------------- | ---- | ---- | ---- | ---- |
| Алмазы, млн карат | 0,3  | ▲2,1 | ▼1,1 | ▲2,4 |

## Топографические карты
Лист карты Q-50-VII,VIII. Масштаб: 1 : 200 000. Указать дату выпуска/состояния местности.